# Setodes obscurus
Setodes obscurus är en nattsländeart som beskrevs av Schmid och Levanidova 1986. Setodes obscurus ingår i släktet Setodes och familjen långhornssländor. Inga underarter finns listade i Catalogue of Life.